# Günther Merk
Günther Friedrich Wilhelm Merk (* 14. März 1888 in Münsterberg in Schlesien; † 16. Januar 1947 in der Oblast Charkow) war ein deutscher Jurist und SS-Führer, zuletzt im Rang eines SS-Brigadeführers und Generalmajors der Polizei. Er wurde nach dem Ende des Zweiten Weltkrieges in der Sowjetunion als SMT-Verurteilter wegen der Beteiligung an Kriegsverbrechen hingerichtet.

## Leben
Merk schlug nach dem Ende seiner Schullaufbahn 1908 die militärische Laufbahn ein, nahm als Artillerieoffizier am Ersten Weltkrieg teil und wurde mehrfach ausgezeichnet. Nach Kriegsende betätigte er sich in einem Freikorps und wurde 1920 als Hauptmann aus der Armee entlassen. Anschließend trat er Mitte Juli 1921 in die Schutzpolizei ein. Zudem absolvierte er an der Universität Berlin ein Studium der Rechtswissenschaften und wurde 1926 zum Dr. jur. promoviert. Von 1926 bis 1930 war er Lehrer an der Polizeischule Münster. In verschiedenen Dienststellungen war er schließlich in Wuppertal, Berlin, Frankfurt am Main und ab 1938 in Dortmund eingesetzt, zuletzt als Kommandeur der Schutzpolizei im Rang eines Polizeiobersts.
Merk, der zum 1. Oktober 1932 der NSDAP beigetreten war (Mitgliedsnummer 1.346.722), trat der SS nach Beginn des Zweiten Weltkrieges Anfang November 1939 im Rang eines SS-Standartenführers bei (SS-Nummer 347.133). Als hauptamtlicher SS-Führer war er bei der Dienststelle Reichsführer SS eingesetzt. Von April bis Mitte August 1941 war er Kommandeur des SS-Artillerie-Ersatz-Regiments und anschließend bis Januar 1942 Kommandeur des Artillerie-Regiments der SS-Division „Reich“. Von Januar 1942 bis September 1943 war er im Hauptamt Ordnungspolizei eingesetzt und in diesem Zeitraum von Mitte September 1942 bis Januar 1943 Kommandeur des SS-Polizei-Regiments 6 (Russland-Süd). Im Herbst 1943 wurde er für einige Wochen zum SS- und Polizeiführer Charkow ernannt, was aufgrund der kurz zuvor erfolgten Befreiung der Stadt durch die Rote Armee wohl rein formalen Charakter hatte. Im September 1943 wurde er zum SS-Brigadeführer befördert und kurz darauf zum Generalmajor der Polizei. Von Oktober 1943 bis April 1944 war er Kommandeur der Schutzpolizei Krakau. Ab August 1944 war er SS-Führer z. b. V. Inspekteur des Stellungsbaus beim Höheren SS- und Polizeiführer Ost (Krakau) und zudem erneut von Dezember 1944 bis Januar 1945 Kommandeur der Ordnungspolizei Krakau.
Merk befand sich seit dem 20. Februar 1945 in sowjetischem Gewahrsam und wurde im Butyrka-Gefängnis in Moskau festgehalten. Am 12. November 1946 wurde er durch ein Sowjetisches Militärtribunal in der Oblast Charkow aufgrund der Beteiligung an Kriegsverbrechen zum Erschießungstod verurteilt. Konkret war er beschuldigt, dass ihm als Chef der Polizei unterstehende Einheiten im Charkower Gebiet daran beteiligt waren, „mehr als 1000 Genossenschaften und öffentliche Gebäude niedergebrannt, mehr als 200 Sowjetbürger erschossen und erhängt, darunter etwa 100 Sowjetsoldaten“ und „etwa 5000 Jugendliche […] zur Zwangsarbeit nach Deutschland verschleppt“ zu haben. Als weiterer Hauptschuldiger für diese Verbrechen wurde Willy Tensfeld von der Anklage genannt. Nach Ablehnung seines Gnadengesuchs durch das Präsidium des Obersten Sowjets wurde Merk wahrscheinlich am 16. Januar 1947 hingerichtet.